# Vlag van Gorredijk

Vlag van Gorredijk

Vlag van Gorredijk (variant)

De vlag van Gorredijk is de dorpsvlag van het Nederlandse dorp Gorredijk, in de Friese gemeente Opsterland. De vlag werd in 1998 aangenomen en in 1999 geregistreerd.
Er bestaat ook een variant met een gele vlag met het dorpswapen (zonder kroon) en daarboven een zwarte tekst "GORREDIJK".

## Beschrijving
De beschrijving van de vlag is als volgt:
Geel met een aan de vluchtzijde rakende zwarte broekingsdriehoek met een verloop van een schansdwinger, waarvan dit verloop inwendig gezoomd is van groen, met een zoomdikte, gelijk aan 1/20 vlaghoogte; de broekingsdriehoek aan de broekzijde belegd met drie eikels in de dop en drie eikenbladen, om en om, een eikel wijzend naar boven en het geheel in een zespas, geel van kleur.
De kleuren zijn afkomstig van het dorpswapen.

## Symboliek
- Zespas: verwerking van de eikentakken uit het wapen van Gorredijk.[4]
- Schansdwinger: verwijst naar de schans die Gorredijk gelegen was.[4]
- Groene zoom van de schansdwinger: staat voor het deel "dijk" uit de plaatsnaam. De groene kleur staat voor het gras dat een dijk of schans begroeide.[4]
- Zwart veld: symbool voor het veen dat rond het dorp aanwezig was.[4]
- Geel veld: symbool voor de zandgrond rond het dorp.[4]

## Zie ook

Wapen van Gorredijk